# 赫晓东
赫晓东（1961年11月—），哈尔滨工业大学教授、博士生导师，主要从事多功能多尺度复合材料、轻量化复合材料结构等方面的研究工作。入选中华人民共和国教育部第七批“长江学者”特聘教授，2023年11月当选中国工程院院士，享受国务院政府特殊津贴。曾获得中国国家技术发明二等奖等奖项。